# Березово (Пайгусовське сільське поселення)
Бере́зово (рос. Берёзово, марій. Пынгель Кугилансола) — присілок у складі Гірськомарійського району Марій Ел, Росія. Входить до складу Пайгусовського сільського поселення.

## Населення
Населення — 69 осіб (2010; 83 у 2002).
Національний склад (станом на 2002 рік):
- марі — 100 %